# 谭·法兰斯
坦维·瓦西·“谭”·法兰斯（英語：Tanveer Wasim "Tan" France，出身姓氏：萨夫达尔（Safdar）；1983年4月20日—）是英国一名时装设计师、电视名人和作家。他因为担任网飞真人秀节目《粉雄救兵》的时尚顾问而知名。

## 早年境况
谭·法兰斯出生于英国南约克郡的唐卡斯特，他的父母是巴基斯坦裔的穆斯林。法兰斯自我评价道，他是在一个非常严苛的穆斯林家庭长大；并且伴随着年龄的增长，家庭对他的性取向越来越具有负面意义。受到自己祖父母为迪士尼公司制作服装的启发，法兰斯自小就对时装产生了兴趣。法兰斯在霍尔十字学校度过了他的中学生涯，并随后在唐卡斯特学院学习时尚设计。毕业后，法兰斯搬到了曼彻斯特，随后又搬到伦敦居住。

## 职业生涯
谭·法兰斯毕业之后，曾经为飒拉工作过一段时间。他还曾在塞尔福里奇百货与其他零售商一起工作，借此获得有关批发业务的更多讯息；最后他为香奈儿工作，并了解了不少有关制造业的消息。“我希望丰富我的经验，学习从设计到发售再到批发的所有事情。”这使得他在二十岁出头的时候成为公司的常务董事。在法兰斯离职创立他的私人公司之前，他一直是荫服饰的公司董事。
法兰斯于2008年前往美国工作，并在2015年正式移居美国。2011年底，法兰斯开创了一条女装品牌线——英与美（Kingdom & State）。他同时也2016年所建立的服装线——蕾切·帕赛尔（Rach Parcell）的合伙人。

## 私人生活
谭·法兰斯目前和他的伴侣罗伯·法兰斯一起居住在美国犹他州的盐湖城。

## 个人作品

### 电视
| 播出年份   | 节目名 / 剧集名    | 角色        | 备注   |
| ---------- | ------------------ | ----------- | ------ |
| 2018年迄今 | 《粉雄救兵》       | 他自己      | 主持人 |
| 2018年     | 《菜鸟烘焙大赛》   | 他自己      | 嘉宾   |
| 2018年     | 《胆小勿视（Don't Watch This）》   | 他自己      | 嘉宾   |
| 2018年     | 《疯狂前女友》     | 菲特·瑞格索 | 客串   |
| 2018年     | 《对嘴假唱大作战》 | 他自己      | 嘉宾   |

### 音乐录影带
- 《我就是我（重新想象混音版）》（基拉·赛特尔（英语：Keala Settle） / 凯莎 / 蜜西）[13]

- 《你必须冷静》（泰勒·斯威夫特）[14]

### 书籍
- 谭·法兰斯. . 圣马丁出版社. 2019-06-04  [2019-06-23]. ISBN 978-1250208668.[15]

- 安东尼·波罗夫斯基; 谭·法兰斯; 乔纳森·凡·奈斯; 鲍比·伯克; 卡拉莫·布朗. . 克拉克森·波特（英语：Crown Publishing Group）. 2018-11-13  [2019-06-23]. ISBN 978-1984823939.[16]

## 奖项荣誉
| 年份   | 奖项名称       | 提名门类                     | 被提名作品   | 被提名人                                                                 | 结果 | 备注   |
| ------ | -------------- | ---------------------------- | ------------ | ------------------------------------------------------------------------ | ---- | ------ |
| 2018年 | 金德比奖       | 电视类最佳真人秀主持         | 《粉雄救兵》 | 安东尼·波罗夫斯基 / 谭·法兰斯 / 卡拉莫·布朗 / 鲍比·伯克 / 乔纳森·凡·奈斯 | 提名 | [ 17 ] |
| 2018年 | 网影视联电视奖 | 真人秀及非虚构类节目最佳主持 | 《粉雄救兵》 | 安东尼·波罗夫斯基 / 谭·法兰斯 / 卡拉莫·布朗 / 鲍比·伯克 / 乔纳森·凡·奈斯 | 提名 | [ 17 ] |